# 布里永 (伊泽尔省)
布里永（法語：Brion，法語發音：[bʁijɔ̃] ⓘ）是法国伊泽尔省的一个市镇，原属格勒诺布尔区，2017年起改属维埃纳区。

## 地理
布里永（45°17'34"N, 5°20'18"E）面积3.94 平方千米，位于法国奥弗涅-罗讷-阿尔卑斯大区伊泽尔省，该省份为法国东南部内陆省份，北起顺时针与安省、萨瓦省、上阿尔卑斯省、德龙省、阿尔代什省、卢瓦尔省和罗讷省。
与布里永接壤的市镇（或旧市镇、城区）包括：圣米歇尔-德圣茹瓦尔、圣皮埃尔德布雷雪、沙斯莱、塞尔-内尔波勒、圣茹瓦尔。
布里永的时区为UTC+01:00、UTC+02:00（夏令时）。

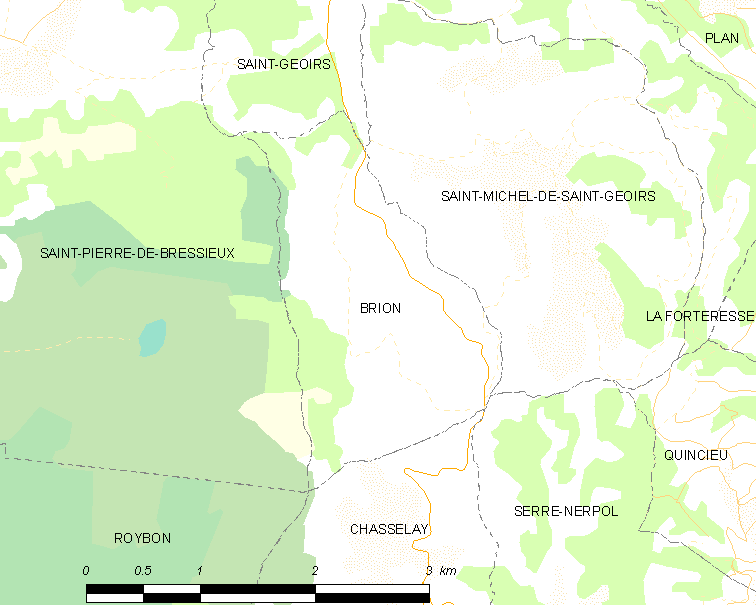
布里永的OSM定位图

## 行政
布里永的邮政编码为38590，INSEE市镇编码为38060。

## 政治
布里永所属的省级选区为比耶夫尔县。

## 人口

1962-2008年间布里永人口变化图示

布里永于2022年1月1日时的人口数量为142人。